# پوبلیوس لیکینیوس کراسوس

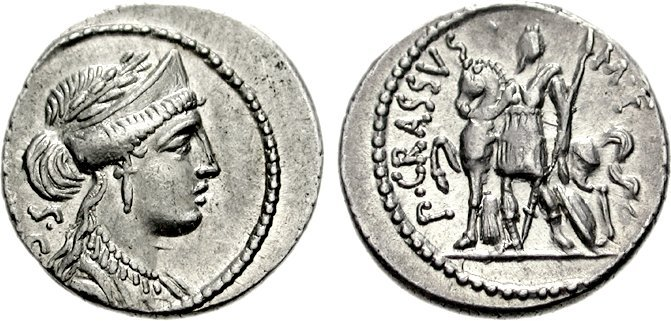
یک دناریوس سال ۵۵ پیش از میلاد با امضای P.CRASSVS M.F جمله کامل آن به‌قرار زیر است: P(ublius) CRASSVS M(arci) F(ilius) که به‌معنای «پوبلیوس کراسوس پسر مارکوس» است

پوبلیوس لیکینیوس کراسوس (به لاتین: Publius Licinius Crassus) (کشته شده در ۵۳ پیش از میلاد) یک سیاستمدار و نظامی اهل جمهوری روم و فرزند مارکوس لیکینیوس کراسوس بود. او در جنگ‌های گالی ژولیوس سزار به‌عنوان لگاتوس خدمت کرد و سپس با همین منصب در جنگ با پارت‌ها (اشکانیان)به پدرش کمک کرد.

## نسب و خصایص اخلاقی
پوبلیوس کراسوس از خانواده برجستهٔ لیکینیا که از پلبی‌ها بود، برخاست. او فرزند مارکوس لیکینیوس کراسوس ــ که دو مرتبه (۷۰ و ۵۵ ق. م) به منصب کنسول روم رسیده‌بود ــ و ترتولیا بود. پوبلیوس با کورنلیا متلا ــ دختر متلوس شیپیو ــ ازدواج کرد؛ زنی که خود را وقف علوم مقدماتی را فرا گرفته‌بود و استعداد بالفطره قابل‌توجهی داشت و بر طبق آنچه پلوتارک گفته، او را همچون زنی با سوادِ بالا می‌شناسیم. این زن پس از مرگ شوهرش پوبلیوس کراسوس، با گنایوس پومپیئوس کبیر ازدواج نمود.
پوبلیوس کراسوس در دوران جوانی خود را وقف ادبیات نمود و سیسرو را می‌ستود. سیسرو در اثر خود به نام بروتوس او را در میان شخصیّت‌های کتابش جای داده و برایش چهره یک شخصیّت فرهیخته، با آموزش بالا و دارای استعداد سخنوری درخشان ترسیم کرده‌است.

## خدمت نظامی

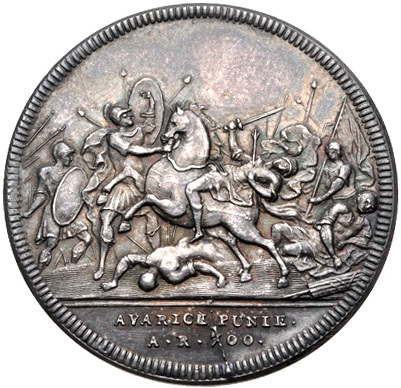
مرگ پوبلیوس لیسینیوس کراسوس به دست اشکانیان.
پوبلیوس در حالی که تیری به سینه‌اش برخورد کرده و سربازی افسار اسب او را گرفته، به تصویر کشیده شده است. پشت مدال ایجاد شده در 1740-1750 توسط ژان داسیه و پسران.

او با ورودش به جنگ‌های گالی به‌عنوان لگاتوس به ژولیوس سزار خدمت کرد: در سال ۵۸ ق. م در نبردی علیه آریوویستوس سواره‌نظام را رهبری کرد. در زمستان ۵۷/۵۶ ق. م لژیون هفتم را رهبری کرد و اردوگاه زمستانی‌اش را نزدیک اقیانوس اطلس قرار داد. در سال بعد قیصر (سزار) او را با دوازده کوهورس (معادل رومی گردان) و شمار زیادی سواره‌نظام به آکوئیتانیا فرستاد، جایی که سوتیات‌ها و دیگر آکوئیتان‌ها را مغلوب و رام ساخت. این نبرد آسانی نبود چرا که آکوئیتان‌ها به‌واسطه کهنه‌سربازان جنگ سرتوریوسی با شیوه جنگیدن رومیان آشنا شده‌بودند.
پوبلیوس کراسوس در سال ۵۵ ق. م ــ که پدرش مارکوس به‌همراه پومپیئوس در آن سال به کنسولی رسیده‌بود ــ به مقام کوایستوری روم رسید. در سال ۵۴ ق. م با هزار سوار گالیایی برگزیده که قیصر (سزار) به او داده‌بود به‌همراه پدرش روانه سوریه شد، پدری که به میل و اراده خودش ــ به طمع ثروت و شهرت ــ جنگی به پارتها تحمیل کرد.وقتی ارتش روم در حوالی حران توسط دشمن محاصره شد، کراسوسِ پدر به فرزندش دستور می‌دهد با سوارانش بکوشد خطوط دشمن را بشکافد. کراسوسِ پسر هم متهورانه حمله‌ای ترتیب می‌دهد ولی از سوی دشمنِ فراری‌اش فریب خورده و در تله می‌افتد. در حالی‌که مجروح و از هر سوی محاصره شده‌بود، از یکی از همراهانش درخواست می‌کند که با شمشیر او را بُکشد. پس از مرگش پارتیان سر این جوان را بریده، و برای تمسخر آنرا به یک نیزه چسبانده و برای پدرش مارکوس و ارتش روم پرتاب کردند. مارکوس کراسوس هم خود چند روز بعد از پسرش کشته شد.